# Leon von Guaita
Leon Georges Charles Louis Philippe von Guaita (* 4. November 1878 in Frankfurt am Main; † 17. November 1932 in Bad Oeynhausen) war ein deutscher Landadliger, dessen Vorfahren aus der Lombardei stammten. Die Familie Guaita hatte es besonders in Frankfurt am Main zu Wohlstand und Ansehen gebracht.

## Leben

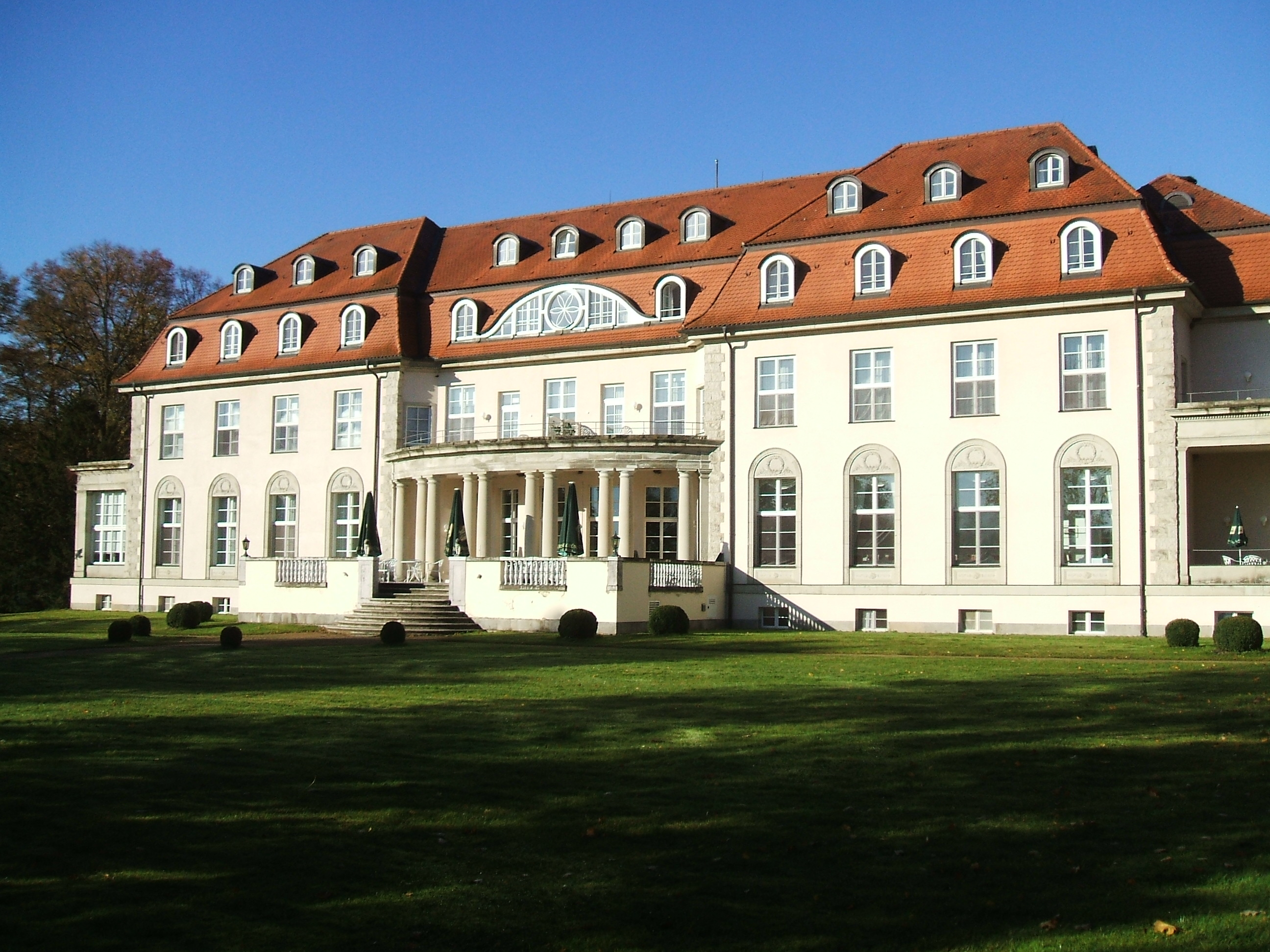
Schloss Storkau in Tangermünde im Landkreis Stendal in Sachsen-Anhalt

Leon von Guaita war ein Sohn von Max von Guaita und seiner Frau Henriette Sophie Leve, des Erbauers der Villa Guaita, eines prächtigen Sommerwohnsitzes in Kronberg im Taunus. Leon von Guaita kaufte 1909 das Gut Storkau mit damals 362 ha dazugehörigen Landbesitz. Sofort nach dem Kauf beauftragte er das Architekturbüro Breslauer & Salinger aus Berlin mit dem Bau eines neuen Schlossbaus inklusive Park, Pförtnerhaus und Orangerie. Es liegt in Storkau, einem Ortsteil der Stadt Tangermünde im Landkreis Stendal in Sachsen-Anhalt. 1922 betrug die Größe von Gut Storkau 370 ha. Nach seinem Tod am 17. November 1932 wurde Schloss Storkau 1935 an eine Familie Korfes verkauft, die es bereits vier Jahre später dem Reichsarbeitsdienst übergab. Heute wird es als Hotel und von der Verwaltungs-Berufsgenossenschaft als Schulungsakademie benutzt.

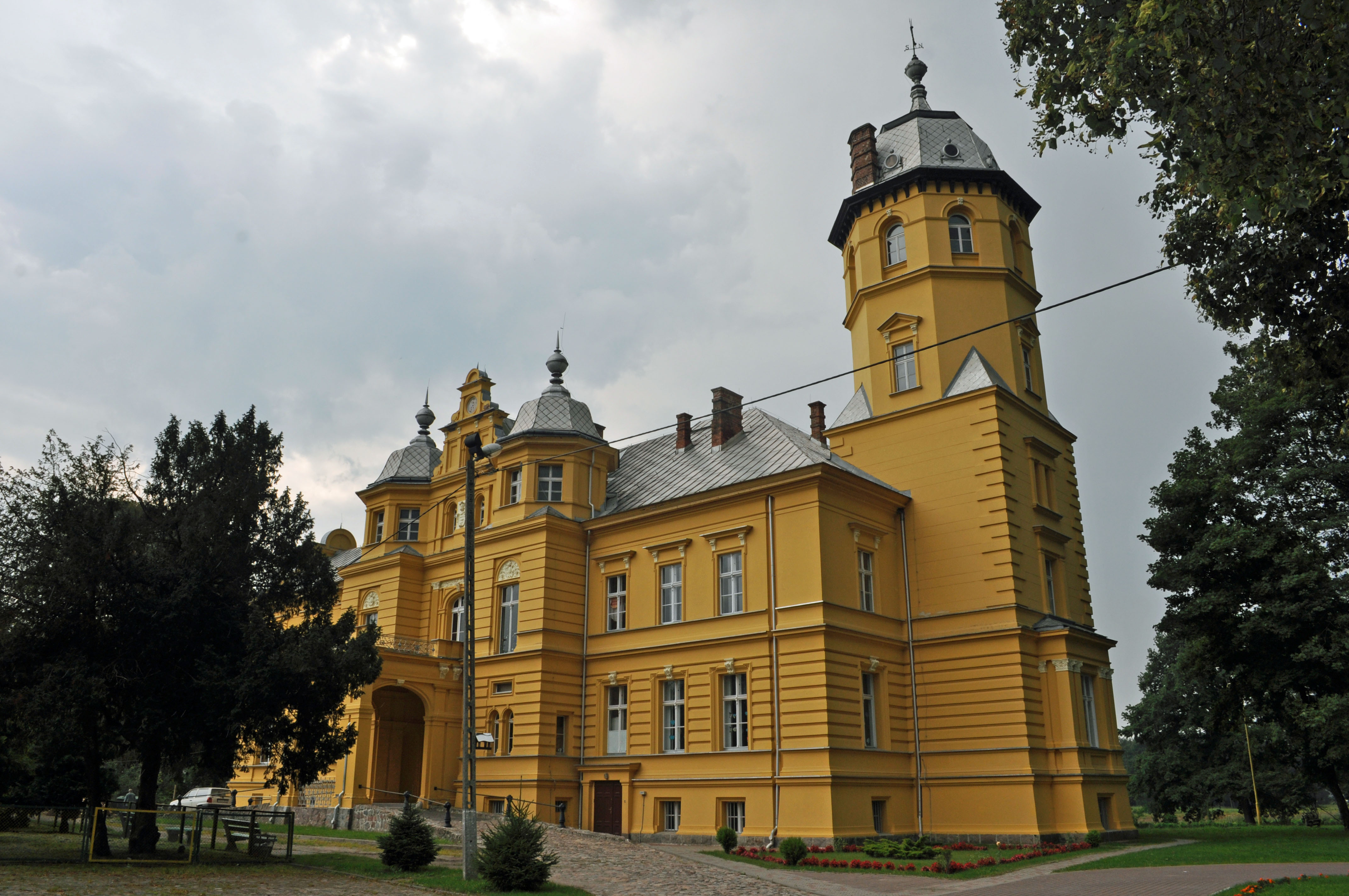
Schloss Stuchow in Pommern, heute Stuchowo (Świerzno, Powiat Kamieński)
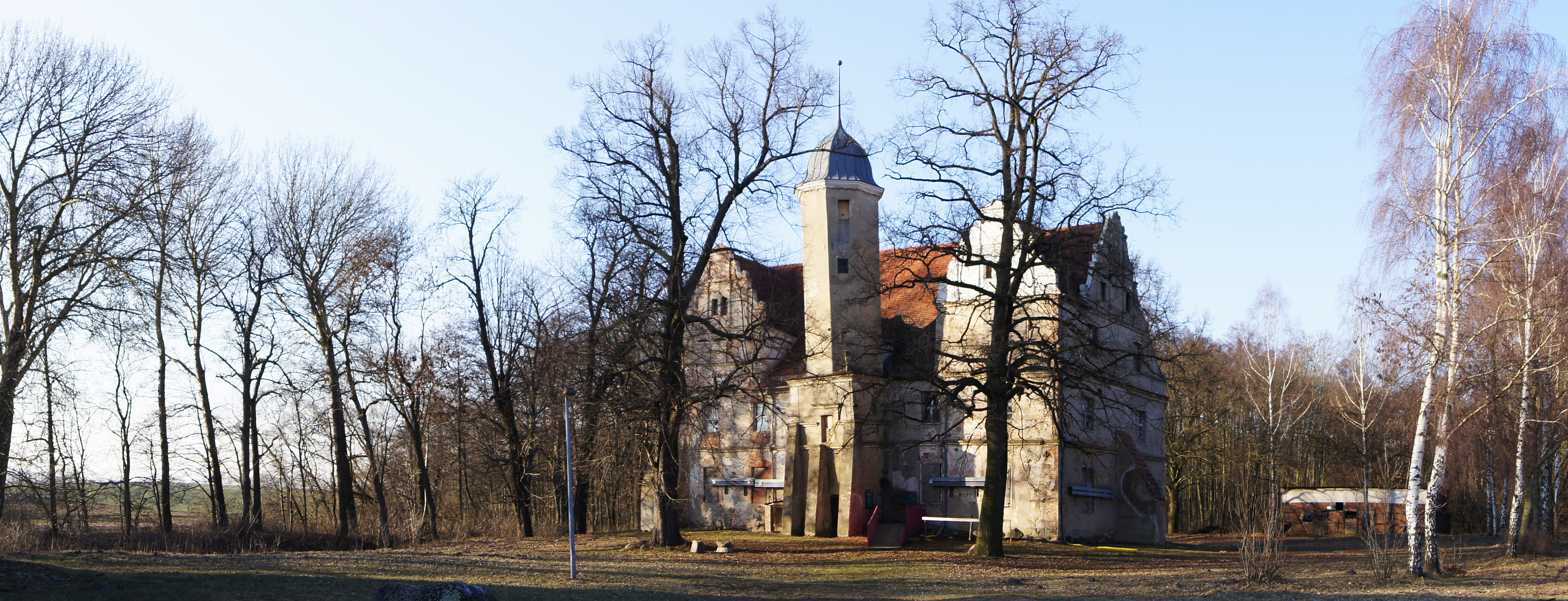
Wasserschloss Quilow, Geburtsort der Margot von Ploetz
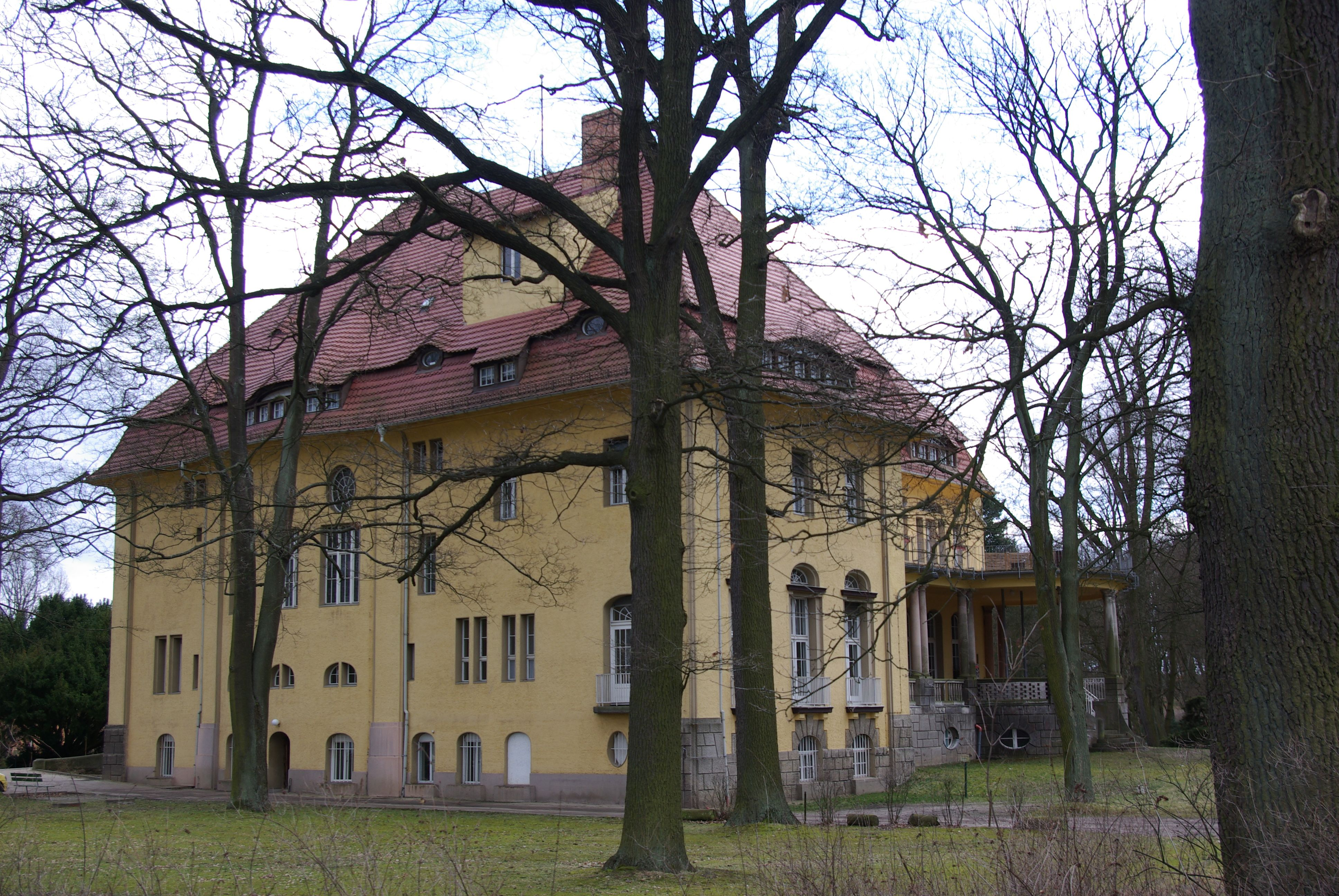
Schloss Glienig bei Dahme/Mark

Des Weiteren besaß Leon von Guaita etwas nach 1921 einen kleinen Herrensitz südlich von Berlin, im Kreis Jüterbog-Luckenwalde gelegen. Schloss Glienig bei Dahme/Mark war ein Gutshaus in Form einer Jugendstil-Villa. 1929, kurz vor der großen Wirtschaftskrise, bestand dort allerdings nur noch ein Restrittergut mit der Größe von 172 ha, davon 50 ha Waldbesitz.

## Familie
Leon heiratete als 26-Jähriger am 30. Juni 1904 Schloss Stuchow, Pommern die 20-jährige Margot Ida Anna Sidonie von Ploetz (* 13. März 1884 in Quilow/Pommern; † 21. Juni 1978 in Kronberg/Taunus). Ihr Vater war Leo Karl Friedrich Wilhelm von Ploetz (Leo von Ploetz) (* 4. August 1848 Stuchow; † 10. November 1915 ebenda) aus der Adelsfamilie von Ploetz, Stuchower und Schwenzer Zweig. Er war königlich-preußischer Kammerherr und Rittmeister a. D., Reichsritter des Johanniter-Ordens, Fideikommissherr und Gutsherr auf Stuchow und Staarz, auf Rackitt und Tetzlaffshagen (Kreis Cammin). Ihre Mutter war Julie von Köller (* 17. August 1859 in Dobberphul; † 24. September 1942 in Rackitt). Margot Ida Anna Sidonie von Guaita lebte um 1941 in Diedersdorf bei Großbeeren südlich von Berlin.
Leon und Margot von Guaita hatten drei Kinder:
- Melitta Sofie (Sophie) Julie Mila Carola von Guaita (* 17. April 1905 in Demmin; † 16. Januar 1991 Villa General Belgrano, Argentinien).[6] Als 19-Jährige heiratete sie am 4. Mai 1924 den späteren Kriegsverbrecher und Nazi-Flüchtling Ludolf-Hermann Emmanuel Georg Kurt Werner von Alvensleben, meist nur Ludolf von Alvensleben, auch genannt Bubi von Alvensleben, (* 17. März 1901 in Halle (Saale); † wahrscheinlich am 1. April 1970 in Santa Rosa de Calamuchita, Provinz Córdoba, Argentinien). Er war ein deutscher NSDAP-Reichstagsabgeordneter, SS-Gruppenführer und Generalleutnant der Waffen-SS.
- Leberecht Georg Max Leon Henning von Guaita (* 30. Juni 1906 in Demmin; † 21. Februar 1980 in Heidelberg). Er heiratete als 32-Jähriger am 20. September 1938 in Hannover die 20-jährige Gisela Wilhelmine Mercedes Clara Johanna Stieler von Heydekampf (* 3. Januar 1918; † 11. September 1985 in Heidelberg)
- Bettina von Guaita (* 12. September 1909 Berlin; † 4. April 1984 Lampertheim) heiratete am 14. Juni 1942 Hugo von Wilamowitz-Möllendorf (* 20. Januar 1906; † 11. November 1970)
- Georg-Friedrich Klaus Karl Ernst (* 12. Februar 1913 Berlin; † 1945 Vermisst in Russland)[7]